# Gandhari
Gandhari (en sánscrito: गांधारी) es un personaje prominente en la épica Hindu de Mahabharata. Fue la esposa de Dhritrashtra, el rey ciego de Hastinapura, y madre de cien hijos, los Kauravas.
Como pativratha (esposa devota) sin paralelos, Gandhari está considerada como un epítome de la virtud, y es entre las fuerzas morales más respetadas en la épica. No sólo estuvo casada con un ciego, en el tiempo de su boda,  resolvió pasar el resto de su vida ella ciega también, para compartir la debilidad y dolor de su marido. Para el resto de su vida,  mantuvo una tela vendando sus ojos y así se privó del poder de la vista. En ciertos momentos críticos, le dio consejos a su marido (que era impecable desde un punto de vista moral); Ghandari nunca vaciló en su adhesión al dharma (justicia), incluso en un final muy amargo. Estaba destinada a presenciar la muerte de sus cien hijos en tan sólo 18 días durante la Gran Guerra (guerra entre ellos y sus primos). Al finalizar ésta, se retiraría con su marido para pasar sus últimos días en una ermita del bosque.

## Primeros años de vida
Retratada como una doncella, Gandhari estuvo dotada de piedad y virtuosismo natural. Gandhari está considerada como encarnación de Mati, diosa de la sabiduría. Hija de Subala, rey de Gandhara (región de Kandahar, que abarca al hoy en día el noroeste de Pakistán y Afganistán oriental), fue llamada 'Gandhari' por su padre, en honor a su tierra. Es también referida en varios sitios en la épica como Gandhara-raja-duhita (hija del Gandhara rey), Saubaleyi, Saubali, Subalaja, Subala-putri y Subalatmaja (todo significado 'hija de Subala'). Fue hermana de Shakuni.

## Matrimonio
Gandhari contrajo matrimonio con Dhritarashtra, rey de Hastinapur, el príncipe más viejo del reino de Kuru (regiones de Delhi y Haryana). El Mahabharata la describió como una bella y virtuosa mujer y una esposa muy dedicada. Su matrimonio estuvo arreglado por Bhishma. Cuando descubrió que su posible marido era ciego, decidió vendarse los ojos para ser como él. Qué estaba sucediendo en la mente de la joven cuando supo que iba a casarse con un ciego, no se describe en la épica. La narración popular dice que el acto de vendarse los ojos era un signo de dedicación y amor. Por otro lado Irawati Karve y muchos estudiosos modernos debatieron que el acto de vendarse los ojos era un acto de protesta contra Bhishma, por obligar a su padre a entregar su mano en matrimonio con el príncipe ciego de Hastinapur.
Muchas versiones modernas y algunas tradicionalistas de Mahabharata describen su matrimonio como la mayor razón de la historia central del conflicto. Su hermano, Shakuni, enfureció: Hastinapur humilló a Kandahar en una guerra de conquista donde todos los hermanos de Shakuni fueron asesinados, y ofrecería para su preciada hermana un hombre ciego. Shakuni juró destruir la dinastía Kuru, y jugó un rol fundamental en alimentar las llamas del conflicto entre los primos.

## Embarazo y nacimiento de sus niños
Veda Vyasa, el padre de su marido Dhritarashtra, es impresionado por la devoción de Gandhari con su marido y le da un bendición para tener cien hijos. Ella queda encinta, pero lleva al niño durante un periodo inusualmente largo. Más tarde oye que Kunti (reina de rey Pandu, el hermano más joven de Dhritharashtra) ha dado nacimiento a Pandavas, y en frustración ella golpeó su estómago. Una masa gris pequeña sale de ella. Veda Vyasa divide esta masa en 101 partes y los mantiene en tierra fresca en tarros para incubar. De allí nació el primer Duryodhana, seguido por 99 hermanos varones, y una hermana, Dushala.
Durante el nacimiento de su primer hijo Duryodhana, muchos enfermaron, como presagio, preocupándose Vyasa, Bhishma y Vidura. Previendo que el niño podría causar la gran destrucción de su reino, aconsejan matarlo. Pero Dhritarashtra y Gandhari rechazan la idea. En la vida póstuma ambos dan cuenta de su equivocación.

## Último tiempo de su vida y muerte

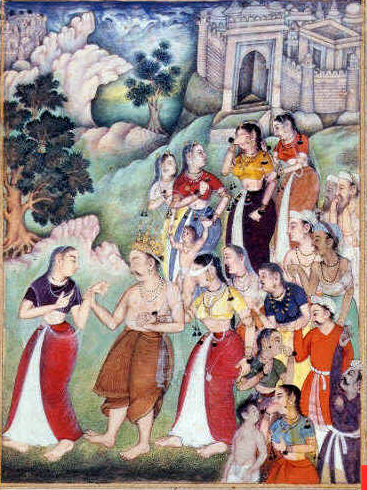
Kunti conduce a Dhritarashtra y Gandhari al exilio en el bosque

Algunos narran que Gandhari hizo una sola excepción de quitarse la venda de sus ojos: para ver su hijo mayor Duryodhana. Ella vertió todo su poder en el cuerpo de su hijo de una sola mirada, convirtiendo el cuerpo entero de Duryodhana, excepto sus lomos, tan fuertes como el hierro. Krishna frustró el plan de Gandhari pidiendo a Duryodhana que cubriera sus intimidadas antes de conocer a su madre. En su encuentro decisivo en el decimoctavo día de la batalla de Kurukshetra, Bhima rompió los muslos de Duryodhana. Esta historia no se menciona en la versión original del Mahabharata que fue escrita por Veda Vyasa. Según el Mahabharata de Vyasa, Duryodhana, mientras luchaba contra Bhima, demostraba sus habilidades superiores de mazo (arma), debido a lo cual Bhima no podía derrotarlo y tuvo que romper las reglas para matarlo.
Todos los hijos de Gandhari fueron asesinados en la guerra contra sus primos, los Pandavas, en Kurukshetra, a manos de Bhima. Al oír la noticia, se dice que a través de una pequeña abertura en la venda, su mirada cayó sobre el dedo del pie de Yudhishthira. Su dedo del pie limpio estaba negro carbonizado, debido a su ira y poder. Cuando oyó la noticia de la muerte de todos los hijos de Pandavas (Upapandavas), abrazó a los Pandavas y los consoló por sus pérdidas. Más tarde su ira se volvió hacia Krishna por permitir que toda esta destrucción ocurriera. Maldijo que él, su ciudad y todos sus súbditos serían destruidos. Krishna acepta la maldición, pero le recuerda que ella aplaudió a sus hijos cuando estos cometieron atrocidades antes de la guerra, y ella cuestiona la justicia en y después de la guerra, una justicia que negó a otros antes de la guerra. Su maldición ocurrió 36 años después de la gran guerra, cuándo la dinastía Yadu pereció después de una lucha, estalló entre los yadavas en un festival. El Señor Krishna ascendió a su morada celestial después de vivir 126 años. La ciudad dorada de Dwarka se ahogó exactamente siete días después de su desaprobación. Gandhari, junto con su esposo Dhritarashtra, su cuñado Vidura y su cuñada Kunti, salieron de Hastinapur 15 años después de la guerra por castigo. Se dice que murió en el Himalaya en un incendio forestal, y así alcanzó el moksha.

## Retrato en elMahabharata

Gandhari reprime a Duryodhana

El Mahabharata atribue altos estándares morales a Gandhari, a pesar de que sus hijos están retratados como villanos. Repetidamente exhortó a sus hijos para seguir dharma y hacer la paz con el Pandavas. Gandhari adoptó una gran relación de hermana con Kunti. Es famoso cuando Duryodhana pediría su bendición de la victoria durante la guerra de Kurukshetra, Gandhari diría que "la victoria puede encontrar el lado de la rectitud." El principal defecto de Gandhari era su amor por sus hijos, especialmente el de su primer nacimiento, Duryodhana, a quien a menudo la cegaban sus defectos..

## Legado
En el pueblo Hebbya (Nanjangud, Mysore, India) hay un templo llamado Templo de Gāndhārī dedicado a ella. Este templo honra su devoción y lealtad como ella personificó la bondad de madre y esposa cariñosa. La piedra fundacional del templo fue puesta el 19 de junio de 2008. Se esperaba un costo de 25 millones de rupias.
Rabindranath Tagore Escribió un bengalí poema sobre ella, llamado Gandharir Abedon (Bangla: গান্ধারীর আবেদন, Traducción:Suplicio de Gandhari). El poema retrata a Gandhari, a su marido Dhritarashtra y a su hijo Duryodhana como personaje central.

## En medios de comunicación y televisión
- En B.R.Chopra Mahabharat Gandhari estuvo interpretada por Renuka Israni
- En 2013 Mahabharat Serie de televisión Gandhari estuvo interpretada por Riya Deepsi
- En Dharmakshetra (2014) Gandhari estuvo interpretada por Maleeka R Ghai
- En Suryaputra Karna (serie de televisión, 2015), Gandhari estuvo interpretada por Smriti Sinha Vatsa